# Helmut Neumann (Widerstandskämpfer)
Helmut Neumann, auch Helmuth Neumann (* 29. Juli 1921 in Berlin; † 4. März 1943 in der Strafanstalt Plötzensee, Berlin), war ein deutscher Arbeiter und Widerstandskämpfer gegen den Nationalsozialismus. Er wurde 1943 als Opfer der NS-Kriegsjustiz hingerichtet.

## Leben und Tätigkeit
Helmut Neumann war der Sohn eines Glasers, der 1942 im Konzentrationslager Sachsenhausen ermordet wurde. Helmut Neumann besuchte von 1927 bis 1935 die Volksschule. Noch im selben Jahr begann er seine Lehre als Damenschneider, die er 1938 abschloss. Da der faschistische Staat 1938 allen jüdischen Schneidern das Handwerk verbot, wurde er Heimarbeiter. Ab September 1940 war er zwangsweise Transportarbeiter bei Kodak in der Kreuzberger Lindenstraße.
Von 1932 bis 1938 gehörte Helmut Neumann dem zionistischen Jugendbund an. Hier lernte er 1937 Siegbert Rotholz kennen, mit dem ihn seitdem eine treue Freundschaft verband. Hier wurden sie auch mit Herbert Baum bekannt. Sie schlossen sich der von Herbert Baum geleiteten antifaschistischen Widerstandsgruppe an, nahmen dort an marxistisch-leninistischen Schulungsabenden teil und halfen, illegale Schriften zu verschicken.

## Hinrichtung
„Auf einem grellroten Plakat wurden Verurteilung und Hinrichtung dieser jungen Menschen, sie waren zwischen 20 und 23 Jahre alt, der Bevölkerung mitgeteilt. Ihre Namen waren mit den gesetzmäßig vorgeschriebenen Zwangs-Zusatz-Vornamen Sara bzw. Israel versehen.“

„Bekanntmachung
die am 10. Dezember 1942 vom Volksgerichtshof  wegen Vorbereitung zum Hochverrat und landesverräterischer Feindbegünstigung zum Tode verurteilten
Heinz Israel Rotholz, 21 Jahre alt,
Heinz Israel Birnbaum, 22 Jahre alt,
Lothar Israel Salinger, 23 Jahre alt,
Helmuth Israel Neumann, 21 Jahre alt,
Siegbert Israel Rotholz 23 Jahre alt,
Hella Sara Hirsch, 21 Jahre alt,
Hanni Sara Mayer, 23 Jahre alt,
Marianna Sara Joachim, 21 Jahre alt und
Hildegard Sara Loewy, 20 Jahre alt,
sämtlich aus Berlin, sind heute hingerichtet worden.
Berlin, den 4. März 1943
Der Oberreichsanwalt beim Volksgerichtshof“

mit dem Untertext 

„Bekanntmachung über die Vollstreckung der Todessurteile an Heinz Rotholz und seinen Gefährten“

## Gedenksteine

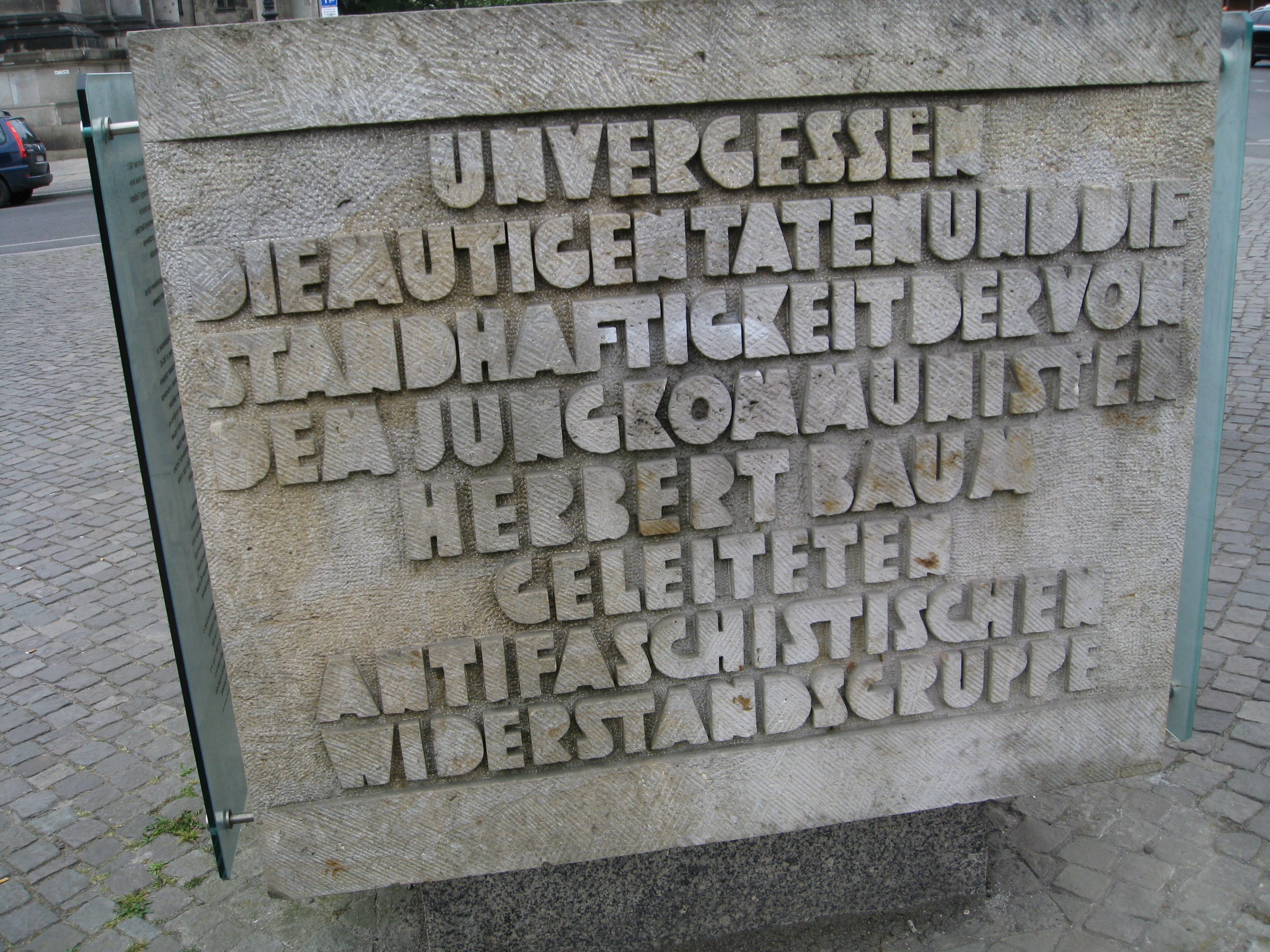
Der Berliner Gedenkstein im Lustgarten

Heute erinnern zwei der Baum-Gruppe gewidmeter Gedenksteine in Berlin namentlich auch an Helmut Neumann.
1. Gedenktafel in Berlin auf dem Jüdischen Friedhof Weißensee (Eingang: Markus-Reich-Platz).[4]
2. Ein von dem Bildhauer Jürgen Raue gestaltete Gedenkstein wurde 1981 im Auftrag des Magistrats von Berlin (Ost) ohne nähere Informationen über die Widerstandsaktion im Lustgarten aufgestellt.[5]